# Zanthoxylum nadeaudii
Zanthoxylum nadeaudii es una especie de arbusto perteneciente a la familia de las rutáceas. Es nativa de la Polinesia Francesa.  

## Distribución
Se encuentran subpoblaciones en la Polinesia Francesa en Raiatea, Tahaa y Tahití.

## Taxonomía
Zanthoxylum nadeaudii fue descrita por Emmanuel Drake del Castillo y publicado en Ill. Fl. Ins. Pacif. 130, en el año 1890.
Sinonimia
- Fagara nadeaudii (Drake) J.W.Moore[2]